# Temporada 2010-2011 del Club Joventut Badalona
La temporada 2010-2011 va ser la 72a temporada en actiu del Club Joventut Badalona des que va començar a competir de manera oficial. La Penya va disputar la seva 55a temporada a la màxima categoria del bàsquet espanyol. Va acabar la competició en la 13a posició, fora de les places que donaven accés a disputar els play-offs pel títol, dues posicions per sota que a la temporada anterior. Va ser la darrera temporada amb la denominació DKV Joventut.

## Resultats
Lliga ACB
A la Lliga ACB finalitza la fase regular en la tretzena posició de 18 equips participants, quedant fora de les places que donaven accés a disputar els play-offs pel títol. En 34 partits disputats de la fase regular va obtenir un bagatge de 14 victòries i 20 derrotes, amb 2.586 punts a favor i 2.827 en contra (-241). Gràcies a la primera volta es va classificar per jugar la Copa del Rei.
Copa del Rei
La 75a edició de la Copa del Rei de Bàsquet es va celebrar a Madrid en el mes de febrer, i tingué com a seu el Palau d'Esports de la Comunitat de Madrid. El DKV Joventut va quedar eliminat en la ronda de quarts de final en perdre davant el FC Barcelona, qui acabaria guanyant el trofeu, per 80 a 66.
Lliga Catalana
A la Lliga Catalana, disputada a Barcelona, el DKV Joventut va perdre la final davant el FC Barcelona per 95 a 79.

## Plantilla
La plantilla del Joventut aquesta temporada va ser la següent:
| Club Joventut Badalona: plantilla 2010-11 |                  |            |      |
| #                                         | Jugador          | Pos.       | A.   |
| 4                                         | Jordi Trias      | Aler pivot | 2.06 |
| 6                                         | Russell Robinson | Base       | 1.85 |
| 10                                        | Josep Franch     | Base       | 1.92 |
| 14                                        | Quinton Hosley   | Aler       | 2.00 |
| 17                                        | Henk Norel       | Pivot      | 2.12 |
| 19                                        | Pere Tomàs       | Aler       | 2.00 |
| 21                                        | Dimitri Flis     | Aler pivot | 2.03 |
| 22                                        | David Jelínek    | Aler       | 1.94 |
| 23                                        | Carl English     | Escorta    | 1.96 |
| 45                                        | Will McDonald    | Pivot      | 2.06 |

| Club Joventut Badalona: staff 2010-11 |                      |
| Nom                                   | Funció               |
| Pepu Hernández                        | Entrenador           |
| Josep Clarós                          | Entrenador assistent |
| Rafael Vecina                         | Entrenador assistent |

| Jugadors del planter amb minuts al 1r equip |                 |            |      |              |
| #                                           | Jugador         | Pos.       | A.   | Participació |
| 9                                           | Nacho Llovet    | Aler pivot | 2.02 | 10 partits   |
| 11                                          | Marko Todorovic | Aler pivot | 2.08 | 9 partits    |
| 13                                          | Joan Tomàs      | Aler       | 1.98 | 2 partits    |
| 15                                          | Albert Homs     | Aler       | 1.97 | 5 partits    |
| 16                                          | Albert Ventura  | Escorta    | 1.91 | 3 partits    |
| 20                                          | Àlex Suárez     | Aler pivot | 2.06 | 1 partit     |

### Baixes
| Baixes a l'inici de temporada |            |
| Jugador                       | Pos.       |
| Uros Tripkovic                | Escorta    |
| Kristaps Valters              | Base       |
| Luka Bogdanovic               | Aler pivot |
| Antonio Bueno                 | Pivot      |
| Eduardo Hernández-Sonseca     | Pivot      |
| Alain Koffi                   | Pivot      |
| Christian Eyenga              | Aler       |
| Clay Tucker                   | Escorta    |
| Mario Bruno                   | Base       |